# Phoenicopterus minutus
Phoenicopterus minutus är en utdöd fågel i familjen flamingor inom ordningen flamingofåglar. Den beskrevs 1891 utifrån fossila lämningar från sen pleistocen funna i Kalifornien, USA.